# Cantone di Bagnoles-de-l'Orne
Il Cantone di Bagnoles-de-l'Orne è una divisione amministrativa dell'Arrondissement di Alençon.
È stato costituito a seguito della riforma approvata con decreto del 25 febbraio 2014, che ha avuto attuazione dopo le elezioni dipartimentali del 2015.

## Composizione
Comprende i 23 comuni di:
- Bagnoles-de-l'Orne
- La Baroche-sous-Lucé
- Beaulandais
- Ceaucé
- La Chapelle-d'Andaine
- Couterne
- L'Épinay-le-Comte
- Geneslay
- Haleine
- Juvigny-sous-Andaine
- Loré
- Lucé
- Mantilly
- Passais
- Perrou
- Saint-Denis-de-Villenette
- Saint-Fraimbault
- Saint-Mars-d'Égrenne
- Saint-Roch-sur-Égrenne
- Saint-Siméon
- Sept-Forges
- Tessé-Froulay
- Torchamp